# Mandelmælk
Mandeldrik er en vegetabilsk plantedrik, baseret på mandler.

Drikken laves ved at udbløde mandler i vand og herefter blende dem grundigt og opblande med en passende mængde vand. Drikken kan med fordel hældes gennem en si inden servering for at fange eventuelle mandelstykker. 
| Mad og drikke | Spire Denne artikel om mad og drikke er en spire som bør udbygges. Du er velkommen til at hjælpe Wikipedia ved at udvide den. |